# 薩塔昆塔區
薩塔昆塔區（芬蘭語：Satakunta），是芬蘭的一個行政区，西臨波的尼亞灣。面積8,269平方公里，2021年6月时人口215,277人。區府波里。

## 市镇
薩塔昆塔區下分16個市镇，其中7个使用“城市”的称号（粗体字表示）。
- 埃烏拉
- 埃烏拉約基
- 哈爾亞瓦爾塔
- 胡伊蒂寧
- 耶米耶爾維
- 坎康佩
- 卡爾維亞
- 科凱邁基
- 梅里卡爾維亞
- 納基拉
- 波馬爾庫
- 波里
- 劳马
- 錫凱寧
- 賽屈萊
- 烏爾維拉

2021年1月1日，洪卡約基市镇并入坎康佩市。